# Regime di semilibertà
Il regime di semilibertà è una misura alternativa alla detenzione, introdotta dalla legge sull'ordinamento penitenziario (L. 26 luglio 1975 n.354) e profondamente riformata dalla legge Gozzini (l. 10/10/1986 n. 663). È regolata dagli articoli 48 e ss. dell'ordinamento penitenziario.

## Descrizione
Per la semilibertà il condannato trascorre la maggior parte della giornata all'interno di un istituto di pena a ciò destinato e ne esce per partecipare ad attività lavorative, istruttive o utili al reinserimento sociale. Il tribunale di sorveglianza fissa nel provvedimento di concessione della semilibertà le limitazioni per il condannato.
Per essere ammesso alla semilibertà il reo deve aver scontato almeno metà della pena (20 anni per il condannato all'ergastolo) e la condanna deve essere superiore ai sei mesi. La semilibertà può essere applicata fin dall'inizio quando la condanna è inferiore a sei mesi o all'arresto se il condannato non è affidato in prova ai servizi sociali. Il regime di semilibertà può essere revocato qualora il soggetto perda il lavoro, o non sia idoneo al trattamento o, a giudizio del tribunale di sorveglianza, abbia violato le prescrizioni imposte o non faccia ritorno in istituto senza giustificato motivo (se l'assenza non supera le dodici ore la revoca è facoltativa). Tale assenza costituisce reato di evasione, punibile ai sensi dell'art. 385 codice penale.